# Listrognathus coreensis
Listrognathus coreensis är en stekelart som beskrevs av Tohru Uchida 1930. Listrognathus coreensis ingår i släktet Listrognathus och familjen brokparasitsteklar. Utöver nominatformen finns också underarten L. c. chinensis.